# Caladenia huegelii
Caladenia huegelii é uma espécie de orquídea geófita, família Orchidaceae, do sudoeste da Austrália,  onde cresce em grupos esparsos ou ocasionalmente grandes colônias, em bosques, ou locais de vegetação arbustiva,  charnecas, e afloramentos de granito, em áreas de solo bem drenado mas ocasionalmente em áreas sazonalmente alagadiças.
São plantas com uma única folha basal pubescente com marcas proeminentes púrpura perto da base, e uma inflorescência rija, fina e densamente pubescente, com uma ou poucas flores, que vagamente lembram uma aranha, muito estreitas, caudadas, e bem esparramadas, normalmente pendentes. Em conjunto formam grupo bem vistoso quando sua floração é estimulada por incêndios de verão.
Pertence a um grupo de cerca de vinte espécies, tratadas por David Jones como Alliance Rusty Spider do gênero Arachnorchis, que distingue-se dos outros grupos de Caladenia por apresentar diferente tipo de pubescência nas folhas e inflorescências, por suas flores grandes, de sépalas e pétalas atenuadas, longas, com verrugas clavadas na extremidade; e labelo pendurado firmemente, com dentes marginais longos, estreitos com evidentes espessamentos apicais; e osmóforos especializados.

## Publicação e sinônimos
- Caladenia huegelii Rchb.f., Beitr. Syst. Pflanzenk.: 66 (1871).

Sinônimos homotípicos:
- Caladenia reniformis var. huegelii (Rchb.f.) Rchb.f., Beitr. Syst. Pflanzenk.: 67 (1871).
- Arachnorchis huegelii (Rchb.f.) D.L.Jones & M.A.Clem., Orchadian 13: 394 (2001).
- Calonema huegelii (Rchb.f.) Szlach., Polish Bot. J. 46: 18 (2001).
- Calonemorchis huegelii (Rchb.f.) Szlach., Polish Bot. J. 46: 140 (2001).